# Teofil Mazur (profesor nauk rolniczych)
Teofil Mazur (ur. 21 grudnia 1927 w Chlinie, zm. 7 sierpnia 2022 w Olsztynie) – polski profesor nauk rolniczych, nauczyciel akademicki, rektor Akademii Rolniczo-Technicznej w Olsztynie (1975–1981), doktor honoris causa multi

## Życiorys
Uczęszczał do Państwowego Gimnazjum i Liceum dla Dorosłych w Zawierciu. Studiował w Wyższej Szkole Gospodarstwa Wiejskiego w Cieszynie, którą w 1950 przeniesiono do Olsztyna i tam kontynuował naukę. Dyplom inżyniera otrzymał w 1953, a dyplom magistra – w 1954 na Wydziale Rolniczym Wyższej Szkoły Rolniczej w Olsztynie. Podczas studiów podjął pracę na macierzystej uczelni w Katedrze Chemii Ogólnej, następnie w Katedrze Chemii Rolnej. W 1960 obronił pracę doktorską Badania nad przechowywaniem obornika z dodatkiem gliny i jego wartość nawozowa (promotor: Mieczysław Koter). W 1965 uzyskał stopień doktora habilitowanego na podstawie pracy Badania nad przemianami organicznego i mineralnego azotu oraz związków próchnicznych podczas rozkładu nawozów zielonych w glebach lekkich. W latach 1967–1972 pracował w zorganizowanej przez siebie Katedrze Przyrodniczych Podstaw Urządzeń Rolnych na Wydziale Geodezji i Urządzeń Rolnych WSR, następnie katedra ta weszła w skład Wydziału Rolniczego nowo utworzonej Akademii Rolniczo-Technicznej w Olsztynie. W 1972 uzyskał tytuł profesora nadzwyczajnego, w 1979 tytuł profesora zwyczajnego. W latach 1975–1981 był rektorem Akademii Rolniczo-Technicznej w Olsztynie. 

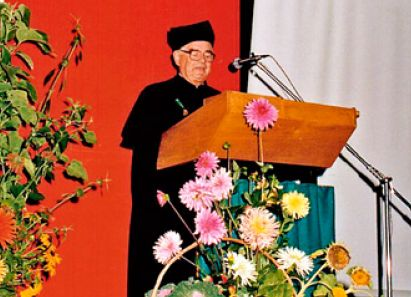
prof. Teofil Mazur w Szczecinie

Opublikował ponad 355 prac naukowych. Wypromował ponad 200 magistrów, 26 doktorów, recenzował ponad 50 rozpraw doktorskich i 60 habilitacyjnych.
Był przewodniczącym (1993-1995) i  honorowym członkiem Komitetu Gleboznawstwa i Chemii Rolnej Polskiej Akademii Nauk, a także członkiem Komisji ds. Stopni i Tytułów; Sekcja III - Nauk Biologicznych, Rolniczych, Leśnych i Weterynaryjnych Centralnej Komisji do Spraw Stopni i Tytułów.
Otrzymał tytuł doktora honoris causa Akademii Rolniczej w Szczecinie (1.10.1997 – laudację wygłosił promotor profesor Edward Krzywy), a także Akademii Rolniczo-Technicznej w Olsztynie (1999), Akademii Rolniczej w Lublinie (2000), Akademii Rolniczej we Wrocławiu (2002), Akademii Rolniczej w Krakowie (2003).
Po przejściu na emeryturę w 1997 pracował we Wszechnicy Mazurskiej w Olecku.